# Club Life: Volume Two Miami
Club Life: Volume Two Miami è il settimo album discografico di raccolta/mix del DJ olandese Tiësto, pubblicato nel 2012.

## Tracce
1. Miami (Original Mix) – 2:05 – Tiësto
2. Chasing Summers (Original Mix) – 6:36 – Tiësto
3. We Own the Night (Original Mix) – 5:32 – Tiësto & Wolfgang Gartner feat. Luciana Caporaso
4. What Can We Do (A Deeper Love) (Third Party Remix) – 6:25 – Tiësto
5. If A Lie Was Love (Baggi Begovic Knal Mix) – 7:10 – Josie Cotton
6. Somebody That I Used to Know (Tiësto Remix) – 4:33 – Gotye feat. Kimbra
7. Paradise (Tiësto Remix) – 4:44 – Coldplay
8. Walls (Original Mix) – 7:16 – Sultan + Ned Shepard feat. Quilla
9. Young Blood (Tiësto & Hardwell Remix) – 6:37 – The Naked & Famous
10. Life (Original Mix) – 6:19 – John Dahlbäck
11. Long Time (Original Mix) – 6:22 – John De Sohn feat. Andreas Moe
12. In My Mind (Axwell Mix) – 6:40 – Ivan Gough & Feenixpawl feat. Georgi Kay
13. Arena (Original Mix) – 7:23 – Avesta
14. Can't Stop Me (Tiësto Remix) – 5:19 – Afrojack & Shermanology
15. Make Some Noise (Original Mix) – 7:20 – Tiësto & Swanky Tunes feat. Ben McInerney of New Navy
16. Maximal Crazy (Original Mix) – 6:49 – Tiësto

## Classifiche
| Classifiche (2012)         | Posizione raggiunta |
| -------------------------- | ------------------- |
| UK Compilation Chart       | 6                   |
| US Billboard 200           | 16                  |
| US Dance/Electronic Albums | 1                   |
| US Independent Albums      | 3                   |